# Eugen Dobrogeanu

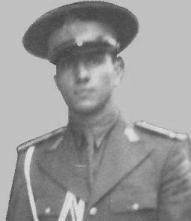
Eugen Dobrogeanu (1942)

Eugen Dobrogeanu (* 17. Oktober 1913 in Bukarest; † 18. Januar 1992 in Bukarest) war ein rumänischer Offizier (Oberst a. D.) der erste Bibliograph der rumänischen Kriminologie und aktiver Teilnehmer bei der Operation Autonomous.

## Werdegang
Nach Abschluss der Grundschule im Jahre 1925 besuchte Eugen Dobrogeanu das Gymnasium Gheorghe Șincai in Bukarest und erwarb 1932 die Hochschulreife. Im selben Jahr wurde er in der Gendarmerie-Offizierschule aufgenommen, die er 1935 abschloss.
Anschließend war er als Ausbilder an der Gendarmerie-Unteroffizierschule in Focșani tätig, wo er bis 1940 Vorlesungen über Polizei- und Kriminaltechnik hielt.
Als Lizentiat der Rechtswissenschaft und Absolvent der mündlichen Promotionsprüfung in Wirtschaftspolitik, veröffentlichte Eugen Dobrogeanu zahlreiche Studien über die Polizeitechnik, Kriminaltechnik und angewandte Kriminologie. In seinem Werk „Die Kriminaltechnik in der rumänischen Bibliographie“ (Die Moderne Polizei, Focsani 1940) hob er u. a. die Verdienste der Professoren Mina und Nicolae Minovici hervor, die durch deren Forschungen auf dem Gebiet der Gerichtsmedizin in Bukarest die Grundlage der rumänischen Rechtsmedizin legten.
Mit Beginn des Jahres 1941 wurde Eugen Dobrogeanu zum Inspektorat der Gendarmerie in Bukarest versetzt, wo er zum Leiter der Abteilung für die Verfolgung der Legionärsbewegung im Bereich der Sektion 2 ernannt wurde. In dieser Funktion verfasste er den täglichen Informationsbericht, in dem er die Gendarmeriemeldungen aus dem ganzen Land zusammenfasste.
Im Zeitraum 1943–1944 war Eugen Dobrogeanu als Major direkt beteiligt an der „Operation Autonomous“ unter dem Befehl des Generals Constantin Tobescu. Als Mitglied der Militärgarde wurde er die für die Bewachung der drei britischen Offiziere Alfred Gardyne De Chastelain, Ivor Porter und Silviu Metianu eingesetzt. Diese wurden als Fallschirmspringer in Rumänien in Gefangenschaft genommen.
Trotz allen Gefahren unterhielt Eugen Dobrogeanu mit den Gefangenen freundschaftliche Beziehungen, leistete Hilfe und lieferte ihnen Informationen über die täglichen Ereignisse. Schließlich half er den britischen Offizieren sogar bei der Nachrichtenübermittlung, die ihnen zur Flucht dienen sollten. Eugen Dobrogeanu Abkommandierung an die Ostfront nach Odessa vereitelte die Fluchtpläne.
Zwischen April 1946 und März 1948 arbeitete Eugen Dobrogeanu als Stellvertretender Kommandeur und Dozent der Gendarmerie-Offizierschule. Anschließend wurde er stellvertretender Direktor des Sicherheitsamtes und Leiter des Geheimdienstes zur Sicherheit der Landeshauptstadt abberufen, wo er in der Aufdeckung von legionären Organisationen und der Bekämpfung der Wirtschaftskriminalität tätig war.
Von September 1948 bis Januar 1949 war Eugen Dobrogeanu – nach der Auflösung der Gendarmerie – als Mitglied des Organisationskomitees der rumänischen Miliz tätig. Er wurde dann zur Generaldirektion der Miliz als Direktor der Abteilung Öffentliche Sicherheit und Ordnung sowie Leiter der Geschäftsstelle kommandiert und zum Oberstleutnant befördert.
Am 31. März 1951 wurde Eugen Dobrogeanu wegen „Verbrechen und intensiver Aktivität gegen die Arbeiterklasse und revolutionäre Bewegung“ verhaftet. Nach nahezu 5 Jahren der Ermittlungen wurde er mit Urteil Nr. 114/1956 freigesprochen und für unschuldig erklärt, unter Aufhebung sämtlicher auferlegten Strafen und Taten.
Nach der Entlassung aus dem Gefängnis arbeitete Eugen Dobrogeanu zunächst als Hilfsarbeiter in einem Dienstleistungsbetrieb in Bukarest, dann als Angestellter bei dem Außenhandelsunternehmen „Romtrans“ in Bukarest, von wo aus er in Altersrente ging.
Nach der Rumänischen Revolution 1989 wurde Eugen Dobrogeanu rehabilitiert und zum Oberst a. D. befördert. Er starb am 18. Januar 1992.

## Werke (Auszug)
- Terrorismus unter dem Deckmantel des Nationalismus (Terorismul sub masca naţionalismului) in der Gendarmerie-Zeitschrift Nr. 3–4, März–April 1938, Seiten 81–83
- Die Fotografie in strafrechtlichen Ermittlungen (Fotografia în cercetǎrile penale) in der Gendarmerie-Zeitschrift, 1938
- Die Mikrofotografie in strafrechtlichen Ermittlungen (Microfotografia în cercetǎrile penale) in der „Moderne Polizei“, 1938
- Die Röntgenographie in strafrechtlichen Ermittlungen (Radiografia în cercetǎrile penale) in der Gendarmerie-Zeitschrift, Oktober, 1938
- Die metrische Fotografie (Fotografia metricǎ) in der Gendarmerie-Zeitschrift, Juli 1939
- Die Filmtechnik in strafrechtlichen Ermittlungen (Cinematografia în cercetǎrile penale), Focşani 1939
- Die Anwendung der strafrechtlichen Fotografie (Aplicarea fotografiei penale), in der Gendarmerie-Zeitschrift, Oktober 1940
- Die Kriminaltechnik in der rumänischen Bibliographie (Poliţia ştiinţifică în bibliografia românǎ), Focşani 1940
- Die Fotografie unter infraroter und ultravioletter Beleuchtung bei der kriminaltechnischen Spurensicherung (Fotografia la razele infraroşii şi ultraviolete în poliţia ştiinţificǎ), November 1940
- Studium der Schußwaffen (Studiul armelor de foc), in der Gendarmerie-Zeitschrift, 1940
- Identifizierung nach Fußabdrücken (Identificarea cu ajutorul urmelor de paşi), in der Gendarmerie-Zeitschrift, 1942
- Rekonstruktion eines Verbrechens (Reconstituirea), in der Gendarmerie-Zeitschrift, 1943
- Die Zeichnung in der Strafermittlungstechnik (Desenul în tehnica cercetării infracţiunilor), in der Gendarmerie-Zeitschrift, 1943
- Das Strafregister (Cazierul judiciar), in der Gendarmerie-Zeitschrift, 1943
- Grundsätze der Kriminaltechnik. Das sprechende Porträt und das deskriptive Merkmal (Noţiuni de poliţie tehnică. Portretul vorbit sau semnalmentul descriptiv), in der Gendarmerie-Zeitschrift, Jahr XXIII, Nr. 3-4-5-6, März–Juni 1945, Seiten 69–80
- Die Geldfälschung (Falsificarea de bani), in der Gendarmerie-Zeitung Nr. 1–3, Januar–März 1947, Seiten 23–27

## Auszeichnungen
- Orden der Krone von Rumänien (Ritterkreuz mit Schwertern)
- Medaille „Befreiung vom Faschismus“
- Medaille „Sieg gegen den Hitlerismus“
- Ehrenmitglied des Italienischen Pfadfinderverbandes „Federscout“